# 1067
Năm 1067 trong lịch Julius.